# 1-й Кадашёвский переулок
1-й Кадашёвский переу́лок — улица в центре Москвы на Якиманке между Кадашёвской набережной и 3-м Кадашёвским переулком.

## История
Ранее назывался Большой Кадашёвский. Вместе с другими Кадашёвскими переулками, Кадашёвским тупиком и набережной назван по местности Кадаши.

## Описание
1-й Кадашёвский переулок начинается от Кадашёвской набережной, проходит на юго-восток параллельно Лаврушинскому переулку, слева к нему примыкают 2-й Кадашёвский переулок и Кадашёвский тупик и заканчивается на 3-м.

## Здания и сооружения

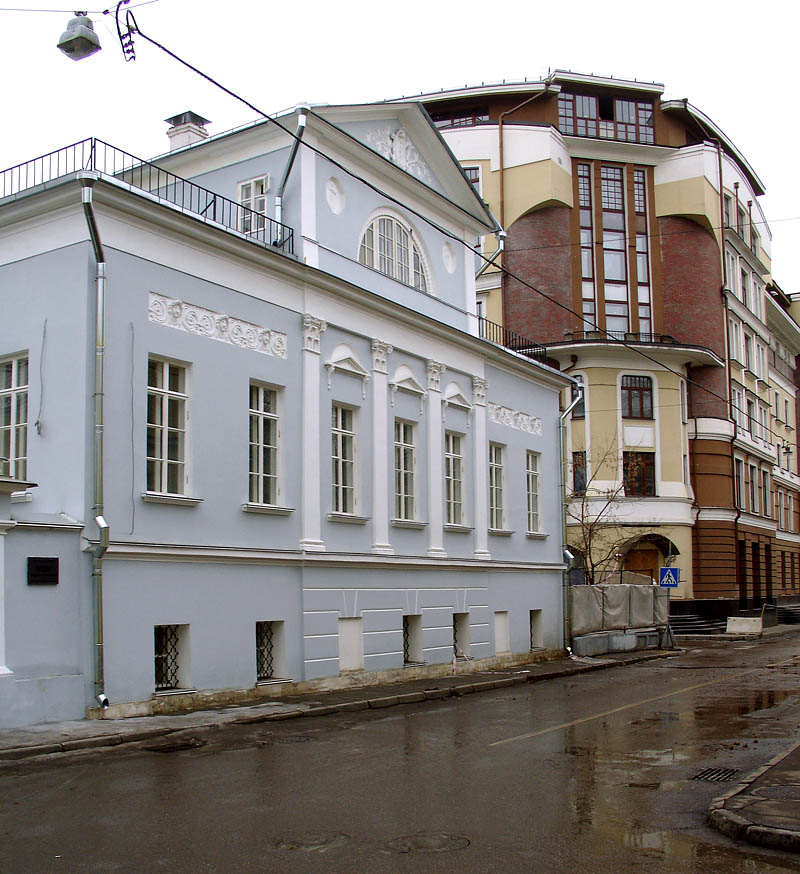
Конец 1-го Кадашёвского (№ 14). Вид от 3-го Кадашёвского.

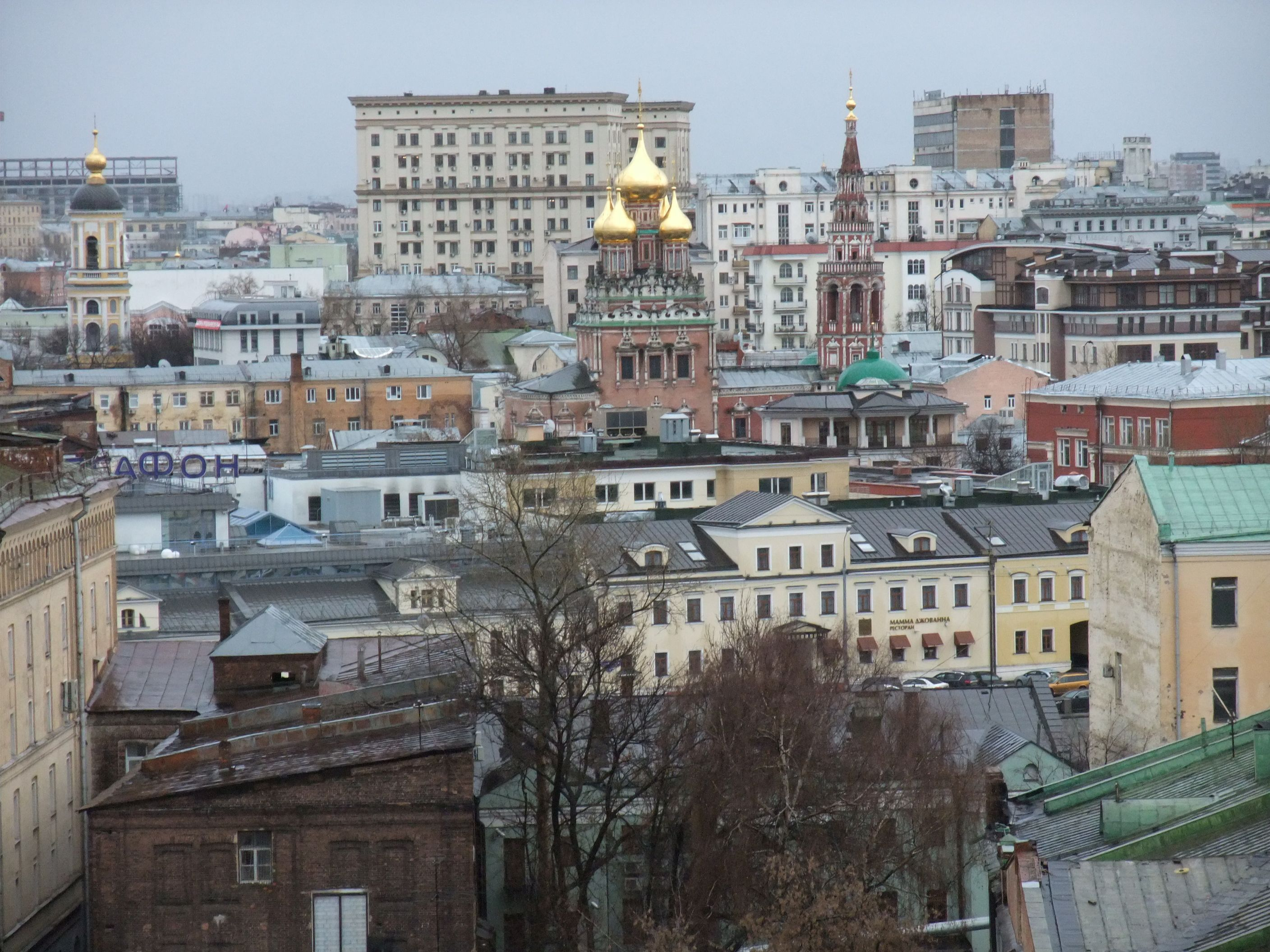
Вид на 1-й Кадашёвский переулок с колокольни храма Святой Софии

### По нечётной стороне
- № 3 — школа № 19 имени В. Г. Белинского (с углублённым изучением англ. языка).
- № 7/9, стр. 1 — палаты (конец XVII — начало XVIII веков).
- № 11/5, стр. 1 — издательство «Юркнига».
- № 13, стр. 1 — Деловой центр торгово-промышленной палаты РФ. Здание занимает Китайский визовый центр, Русско-Азиатский союз промышленников и предпринимателей (РАСПП) и др. организации.

### По чётной стороне
- № 10, стр. 1 — Бывшая усадьба Н. Г. Григорьева. Жилой дом, XIX — нач. XX в. со включением в объём постройки XVIII в.
- № 10, стр. 2 — палаты усадьбы Н. Г. Григорьева (XVII век). Здание занимает Реставрационный центр.
- № 10, стр. 3 — жилой дом с лавками усадьбы Н. Г. Григорьева (XVII век; 2-я пол. XVIII века; 2-я половина XIX — начало XX веков)[1].
- № 22/1 — один из немногих сохранившихся исторических домов Кадашевской слободы, был построен в конце XVIII века для купца Д. Щербинина. В XIX веке здание надстроили третьим этажом и переоформили фасады в стиле ампир[2].
- № 24 — второй из сохранившихся домов оригинальной застройки Кадашей. Был возведён в 1791 году на основе ранее существовавшего дома, для Обросима Сбитнева — разбогатевшего дворового при князе А. К. Разумовском. На втором этаже располагались наёмные квартиры, а на первом работали две харчевни[2].
- № 32 — в глубине участка расположены каменные двухъэтажные палаты — бывшая съезжая изба Кадашевской хамовной слободы[2].